# Maracandula pygmaea
Maracandula pygmaea är en insektsart som först beskrevs av Hagen 1861.  Maracandula pygmaea ingår i släktet Maracandula och familjen myrlejonsländor. Inga underarter finns listade i Catalogue of Life.